# Rufford New Hall

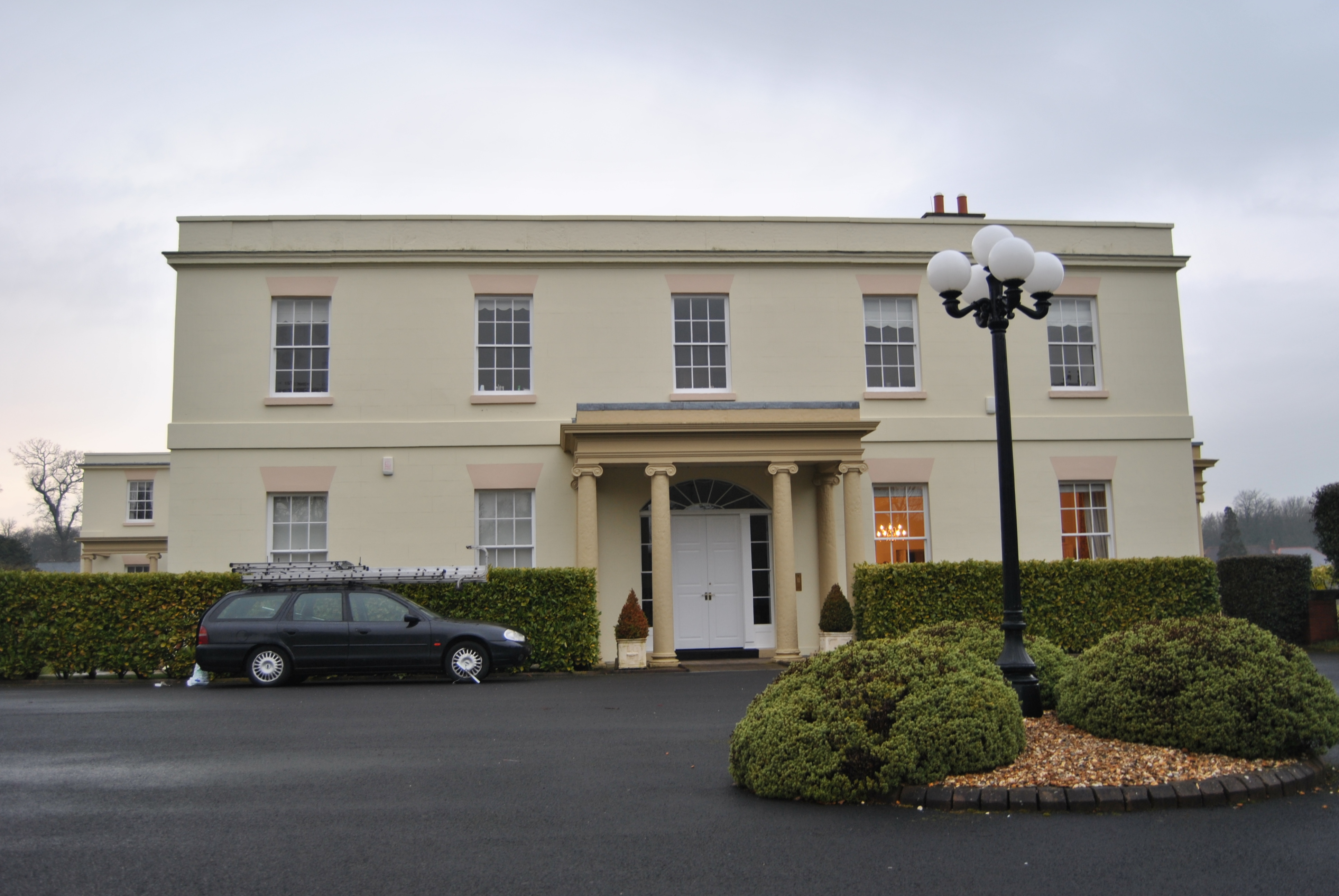
Südwestflügel der Rufford New Hall 2010

Die Rufford New Hall ist ein früheres Landhaus, das der Familie Hesketh gehörte. Die Heskeths waren ‘’Lords of the Manor’’ von Rufford in Lancashire. Die Rufford New Hall löste die Rufford Old Hall als Familiensitz der Heskeths ab und wurde 1986 von English Heritage als Grad-2-Gebäude eingestuft.

## Geschichte
Das Landhaus ließ Sir Robert Hesketh 1760 errichten. Sein Enkel ließ es 1798–1799 erweitern, als die Familie die Rufford Old Hall als Familiensitz aufgab. Die Heskeths lebten bis 1919 in der Rufford New Hall.

### Krankenhaus
Die Rufford New Hall wurde 1920 von der Bezirksverwaltung Lancashire erworben und in ein Krankenhaus umgebaut. Am 6. August 1926 wurde das Krankenhaus für Lungenleiden in Rufford eröffnet. Es hatte 50 Betten für Tuberkulosepatienten. Später wurde es vom NHS als Sanatorium genutzt, bis es 1987 geschlossen wurde. Das Sanatorium unterstand dem Ormskirk District General Hospital.

## Architektur

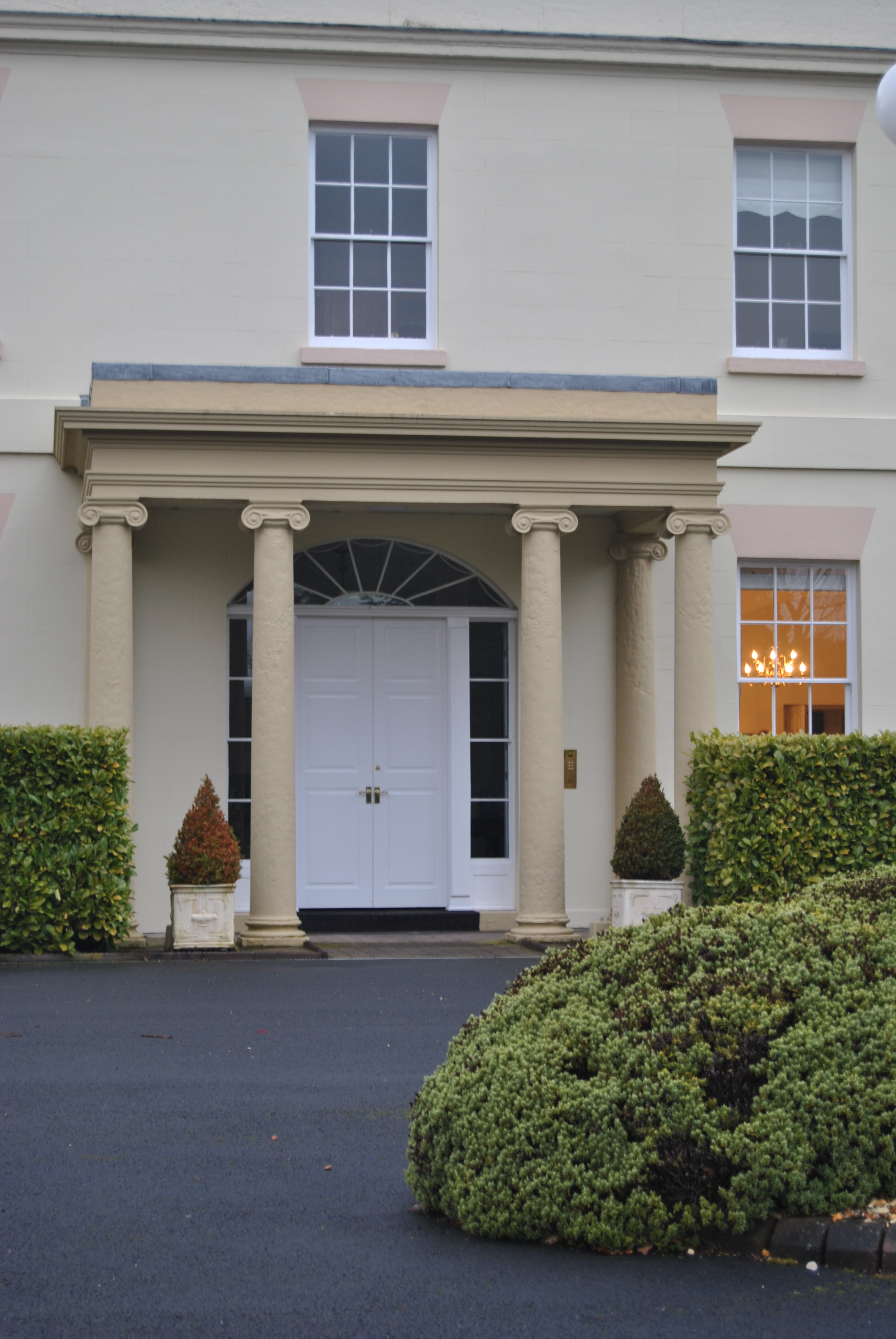
Hauseingang im Jahre 2010

Rufford New Hall ist in Ziegelbauweise erstellt. Ursprünglich war es mit Stuck verziert. Das Landhaus hat ein sehr flaches Schieferdach, das durch eine niedrige Brüstung verdeckt wird. Die symmetrische, zweistöckige Front hat eine fünffach unterteilte Fassade mit einem ionischen Portikus mit glatten Säulen, breitem Eingang und einem Oberlicht. Das Haus hat vier Fenster mit 15 Scheiben im Erdgeschoss und fünf Fenster im ersten Stock. Einige Wasserspeier tragen die Initialen von Sir Thomas Dalrymple Hesketh und die Jahreszahl 1811, einer ist auf 1822 datiert. Die Eingangshalle hat ein an Kragträgern aufgehängtes Treppenhaus mit Umgängen an drei Seiten und schmiedeeisernen Balustern. Beleuchtet ist sie durch eine ovale Glaskuppel. Die Haupthalle hat Säulen und Pilaster aus Stuckmarmor.

## Rufford Park
Die Heskeths ließen rund um die Rufford New Hall den Rufford Park mit Rehpark, Ha-Ha und von einer Steinmauer umschlossenen Wandelgärten anlegen. Der Park erstreckt sich von der Gemeindegrenze Holmeswood bis zu denen von Croston und Mawdesley. Das Gelände wird von der Schnellstraße von Liverpool nach Preston (A59) durchschnitten. Für die Anlage des Parks mussten Bauernhöfe abgerissen und ihre Bewohner ins Dorf umgesiedelt werden. Der Park wird von Bäumen umrandet und besitzt ein Eishaus, einen Rosengarten, einen wiederhergestellten Ornamentgarten, einen See und Anpflanzungen. Der Südteil des Parks ist ein ausgewiesenes Biotop, wo Fledermäuse, Eichhörnchen und andere Tier-, Pflanzen- und seltene Pilzarten zu Hause sind.

### Eishaus
Das Eishaus ist ein Grad-2-gelistetes Gebäude und eines von drei Eishäusern, die im Distrikt bis heute erhalten sind. Das Eishaus wurde zusammen mit dem Haupthaus restauriert. Es ist rund und aus Sandstein, Ziegeln und Erde erbaut und hat ein Kuppeldach über einer unterirdischen Kammer, die man durch einen in Ziegelbauweise errichteten Gang erreichen kann. Um das Eishaus ist ein Ha-Ha angelegt, das einen kompletten Kreis von etwa 35 Metern Durchmesser bildet. Im Winter brachte man Eis vom gefrorenen See ins Eishaus, wo es für den Rest des Jahres gelagert wurde.

### Hütten

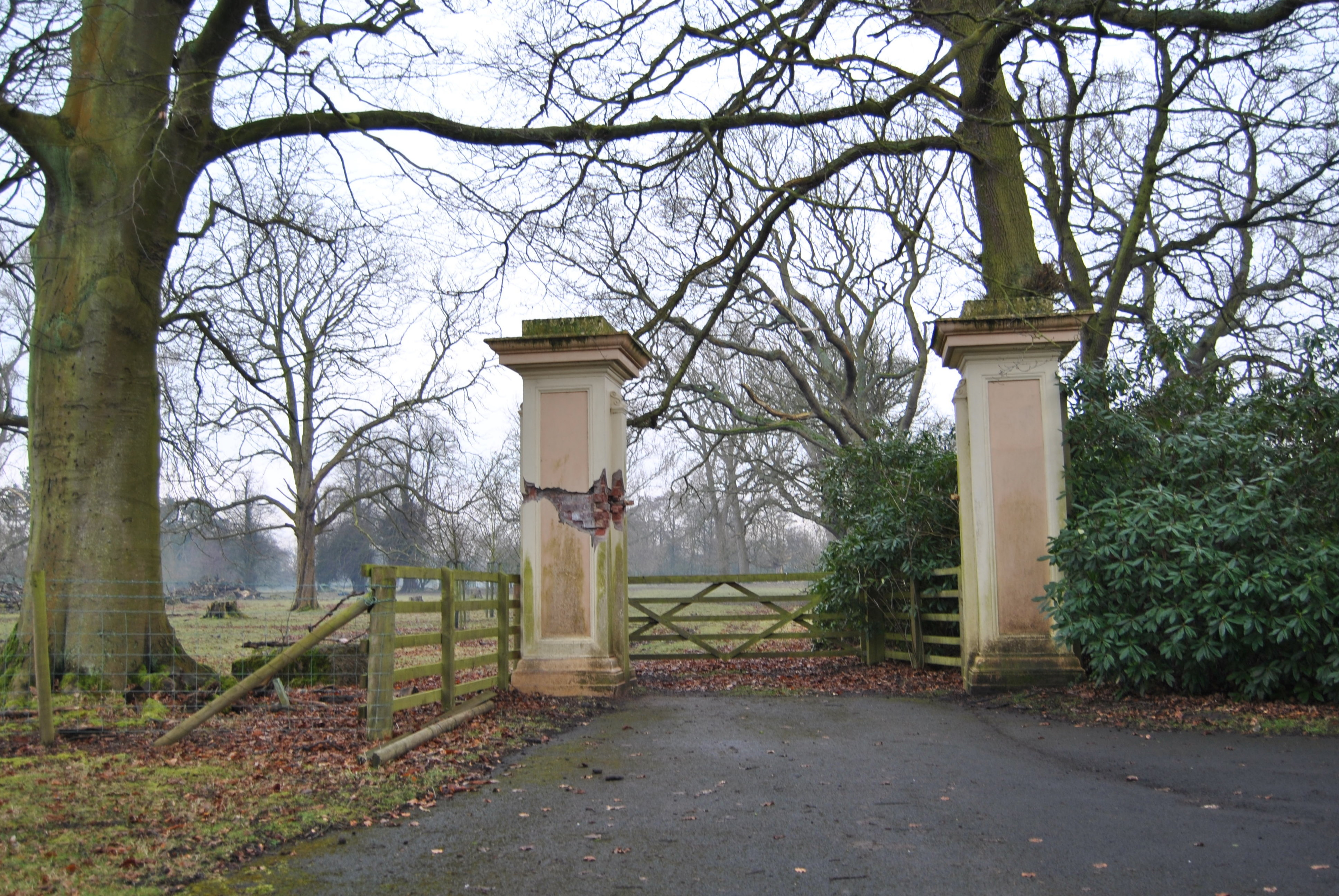
Torsäulen der Rufford New Hall 2010

Die Rufford New Hall besitzt drei Hütten, die man auf der Ordnance Survey Map von 1847 sehen kann. Die Holmeswood Lodge wurde Anfang des 19. Jahrhunderts an der Holmeswood Road errichtet. Die Hesketh Lodge entstand etwa zur gleichen Zeit am Haupteingang. Sie war nach den ursprünglichen Eignern benannt. Das einstöckige Gebäude ist mit Stuck und Steinornamenten verziert. Die Croston Lodge liegt am Nordeingang an der A59 und wurde 1798 erbaut. Sie ist ein einstöckiger Ziegelbau mit Schieferdach. Die Springwood Lodge war früher die Hütte für Jagdaufseher und Gärtner.

## Restaurierung

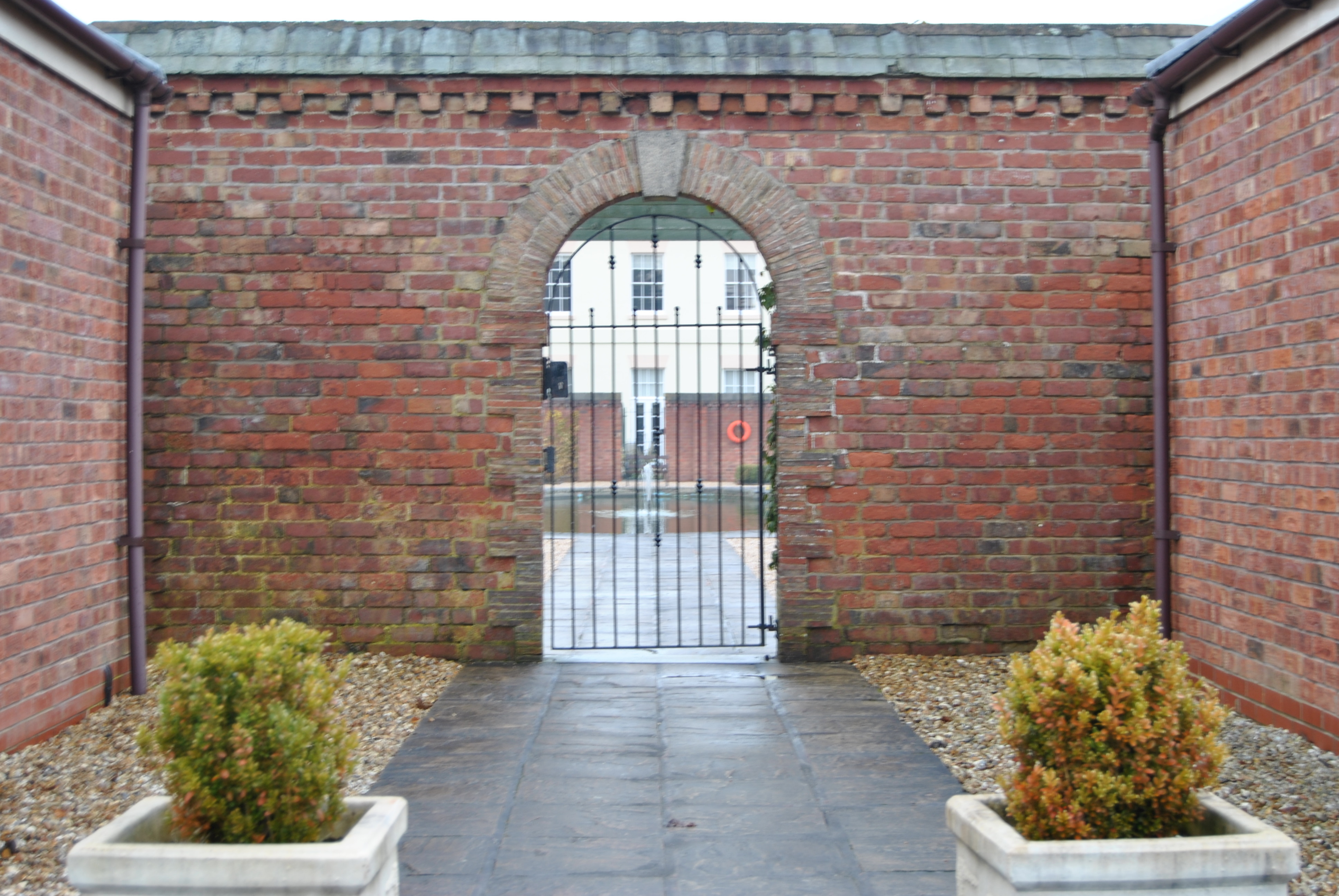
Restaurierter Garteneingang im Jahre 2010

Das Landhaus und der Nordflügel wurden restauriert und in Apartments und kleine Häuser umgebaut. Das Treppenhaus auf Kragsteinen mit dem Familienwappen der Hesketh, das georgianische Türmchen und die ovale Glaskuppel auf dem Dach wurden erhalten, die ionischen Kolonnaden und das Portico ebenfalls. Die Stallungen wurden in kleine Landhäuser umgebaut. Die englische Gartenanlage, die Zierweiher, die Rasenflächen und die Tennisplätze wurden wiederhergestellt. Die meisten Bäume auf dem Anwesen sind durch die Baumschutzverordnung geschützt. Darunter finden sich viele seltene Arten, wie z. B. der Taschentuchbaum.

## Geister
In dem Landhaus und auf dem Anwesen sollen vier verschiedene Geister spuken.